# Vert, Landes
Vert är en kommun i departementet Landes i regionen Nouvelle-Aquitaine i sydvästra Frankrike. Kommunen ligger i kantonen Labrit som tillhör arrondissementet Mont-de-Marsan. År 2022 hade Vert 238 invånare.

## Befolkningsutveckling
Antalet invånare i kommunen Vert
Referens:INSEE